# Culex ruthae
Culex ruthae är en tvåvingeart som beskrevs av Peters 1958. Culex ruthae ingår i släktet Culex och familjen stickmyggor. Inga underarter finns listade i Catalogue of Life.